# 金佛山雪胆
金佛山雪胆（学名：Hemsleya pengxianensis var. jinfushanensis）为葫芦科雪胆属下的一个变种。

## 扩展阅读
- 維基物種上的相關：金佛山雪胆